# Mickey Roker

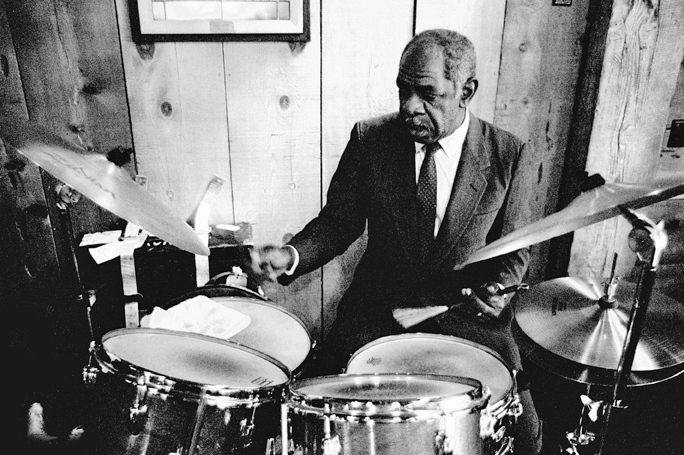
Mickey Roker (1980er Jahre)

Granville William „Mickey“ Roker (* 3. September 1932 in Miami, Florida; † 22. Mai 2017) war ein US-amerikanischer Jazz-Schlagzeuger.

## Leben und Wirken
„Mickey“ Roker wuchs bis zum zehnten Lebensjahr bei seiner Mutter und ihrem jüngeren Bruder Walter Bowe in armen Verhältnissen auf. 1942 starb seine Mutter und die Großmutter brachte sie zu Verwandten nach Philadelphia. „Mein Onkel Walter kümmerte sich um mich. Weil er der Mann in der Familie war, ging er mit fünfzehn Jahren arbeiten.“ Walter Bowe teilte die Liebe zum Jazz mit seinem Neffen und hörte das Philadelphia Radio. „Onkel Walter wollte selber spielen, aber er war mit der Arbeit zu beschäftigt.“ Walter Bowe kaufte die ersten Jazzplatten und bald das erste, ein kleines Schlagzeug für Mickey. Als Teenager war Mickey Roker ein früher Stammgast der Clubs und er bewunderte Philly Joe Jones. Als junger Mann war er Zeuge einer Jazzkultur in Philadelphia, die heute nicht mehr existiert. Er hörte dort Musiker wie Miles Davis im Showboat, J. J. Johnson im Peps Star Bar, und Clifford Brown und Dizzy Gillespie kamen in die Clubs der Stadt. Ohne die Fürsorge seines Onkels Walter Bowe für ihn und seine Mutter hätte er, wie er sagt, nie Schlagzeug gespielt.
1956 heiratete Mickey Poker; mit seiner Frau Priscilla hatte er zwei Kinder, Ronald und Debra. 1957 spielte er ein Sechstage-Engagement in der Peps Star Bar mit Gloria Lynne und Jimmy Heath. Dort wurden Lee Morgan und Clifford Brown auf ihn aufmerksam.
Bob Cranshaw traf Mickey Roker 1957. Der Schlagzeuger spielte mit Ray Bryant in Chicago. Als eines Abends Arthur Harper, der Bassist, verschlief, übernahm der bei solchen Gelegenheiten stets präsente Bob Cranshaw den Job. „Jedes Mal wenn ich nach Chicago kam, sah ich mir die Arbeit der Musiker an. Wenn jemand zu spät kam, war ich bereit einzuspringen und zu spielen“, sagte Cranshaw. Das erste, was Bob Cranshaw an Mickey Roker entdeckte, war sein Humor. „Er brachte mich zum Lachen.“ 1961 spielten die beiden einen Gig mit der Gigi Gryce Band in Chicago. Später in diesem Jahr, als Roker mit Mary Lou Williams im Hickory House in New York spielte, feuerte sie ihren Bassisten Larry Gales und Bob Cranshaw kam sofort. Cranshaw spielte liebend gern mit Mickey Roker: „Mickey ist so geschmackvoll. Er ist gefühlvoll, versteht was von Dynamik und kann ein Stück aufbauen.“ Die beiden haben seit 1957 zusammen freischaffend in New York und Chicago gearbeitet. „Nachdem wir einmal zusammenkamen, war es eine Liebesangelegenheit“ sagte Roker, „ein musikalisches Paar“, Cranshaw.
Die beiden bildeten 1963 die Basis für das Junior Mance Trio mit dem Sänger Joe Williams bei den regelmäßigen Auftritten im Peps und Showboat (aufgenommen 1963 Newport) und nahmen bald darauf für das Label Blue Note Records auf. Studioaufnahmen mit Stanley Turrentine folgten.
Ihre hervorragende und geschätzte Zusammenarbeit erklärt Mickey Roker so: „Wir spielen swingende bluesige Phrasen innerhalb der Melodie. Wir haben die Avantgarde vermieden und hielten uns an den Mainstream.“ Bob Cranshaw meint dazu: „Meine Sache ist das Gefühl. Ich bin ein Swingbassspieler, der den Takt hält. Es gibt melodische Bassspieler und Solobassspieler. Ich spiele die Grundtöne der Akkorde, mache es griffig und runde es vollständig ab.“ Von da ab, beispielsweise dem 1962er Album Junior’s Blues vom Junior Mance Trio, mit dem funkigen Gravy Waltz, spielen Cranshaw und Roker bis in ihre siebziger Jahre zusammen. „Vielleicht gehen wir (musikalisch) ein bißchen weiter, aber wir gehen nicht zu weit, weil wir wollen, dass die Leute es verstehen und genießen.“
Auf dem 1966er Album von Stanley Turrentine Rough ’n’ Tumble, von Duke Pearson arrangiert, entfachen sie, besonders auf dem jazzig-souligen Feeling Good den Rhythmus. „Wir machen es einfach und eine Kunst daraus.“
Mickey Roker bekam nun viele Aufträge von Shirley Scott, Sonny Rollins, Milt Jackson und Lee Morgan (The Complete Live at the Lighthouse). Duke Pearson führte Roker über seine Zusammenarbeit mit Cranshaw beim Label Blue Note Records ein. „Herbie Hancock und Hank Jones waren vermutlich die ersten großen Namen, die mich anriefen“, sagt Roker über diese Zeit.

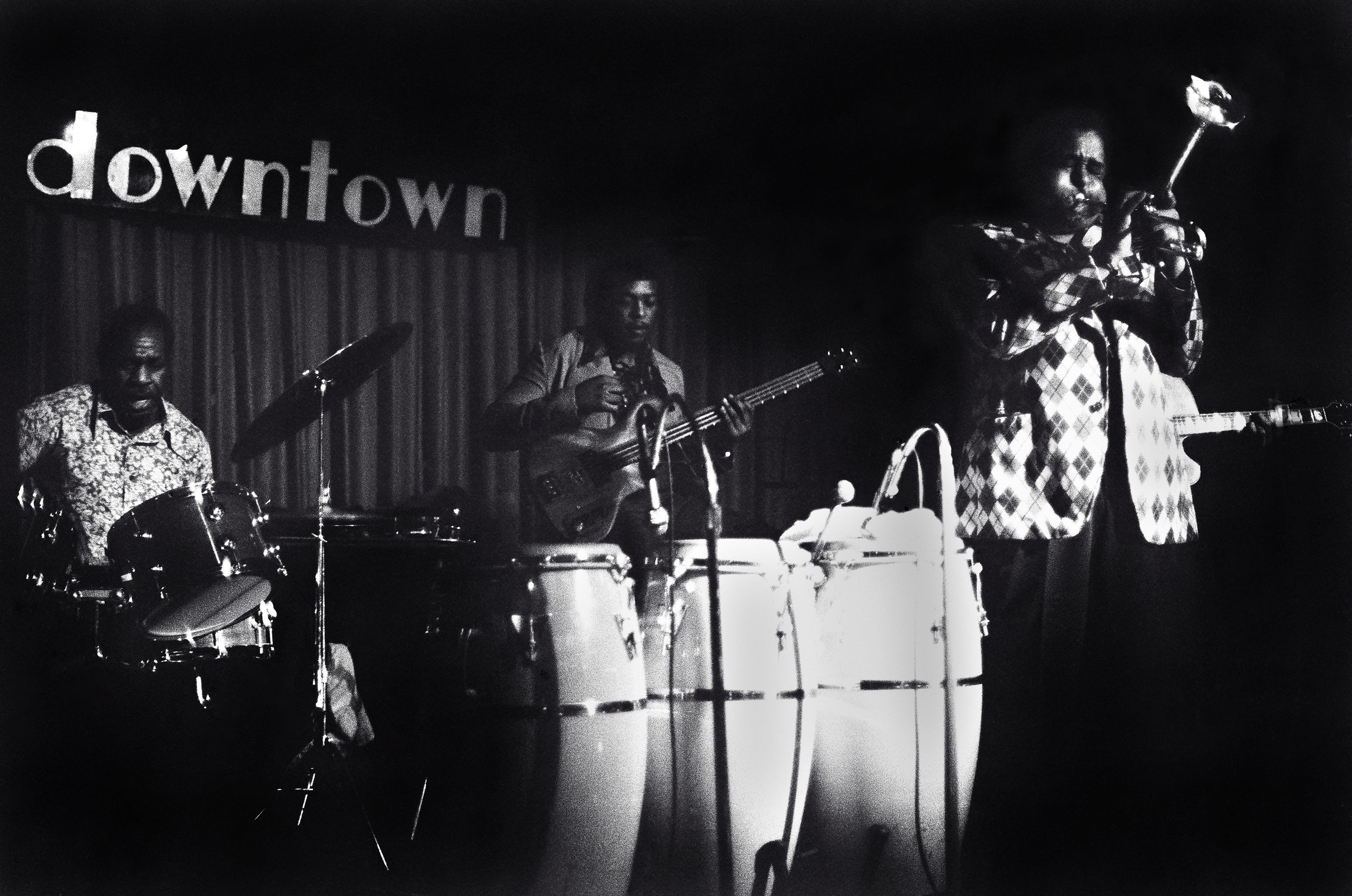
Mickey Roker mit Ben Brown und Dizzy Gillespie (1977)

In den 1970er Jahren spielte er auf Livealben von Dizzy Gillespie, wie auf dem Montreux Jazz Festival 1975. Für seine Präzision umschreibt Roker ein Kompliment Gillespies: „Wenn Du mit Mickey spielst, kannst Du nach China gehen, und wenn Du wiederkommst ist das Tempo dasselbe, als Du gegangen warst.“ Roker setzte die Schläge genau auf die Akkordwechsel. Sein Spiel war mit schnellen dezenten Verzierungen durchsetzt.
Roker spielte selten Soli, aber wenn, dann wirkten sie explosiv. In Philadelphia war er als Hausschlagzeuger des 1987 geöffneten Ortlieb Jazz Haus Clubs, den er mit Shirley Scott musikalisch eröffnete, berühmt. In den 1970ern nahm er mit Count Basie und Ella Fitzgerald z. B. A Perfect Match auf. In den 1980er Jahren war er neben der Clubarbeit auf Tour und nahm mit dem Modern Jazz Quartet, Oscar Peterson, Ray Bryant, Jackson Brown, Ray Brown und Zoot Sims auf.
Ortlieb’s Jazz Haus wurde aufgrund seiner Zusammenarbeit mit Shirley Scott, Benny Nelson, dann Arthur Harper immer bekannter. Als kurioses Relikt der niedergehenden Jazzclublandschaft ebenso mit der niedergehenden Industrie, liebten es die Besucher und waren stolz dort gewesen zu sein. Roker trat außerdem mit dem Tenorsaxophonisten Bootsie Barnes in Philadelphia auf. Bill Cosby, der mit Barnes arbeitete, versuchte vergeblich, Roker für seine Show freizubekommen. Die zunehmend jüngeren im Club gastierenden Musiker begleitete Roker in diversen Stilen vom Hardbop bis zum Avantgarde Jazz eines Archie Shepp. „Es gibt niemanden, der ein schnelles Stück so spielt, wie es gespielt werden muss, wie Bobby Durham, Duck Scott, Billy James und Mickey, ohne dass er so laut wird, dass man nichts mehr hört“, sagt Jimmy Bruno, ein Jazzgitarrist. Roker spielte ein eher kleines Drumset mit zwei Toms (12 [Hänge-], 15 Zoll [Standtom]), der Snare, ein, zwei Becken, dem Hi-hat und der Basstrommel (18 Zoll).
Mickey Roker war für seine warme sympathische Art bekannt. Er unterstützte junge Musiker, indem er ihnen im Stück den Überblick mit spielerischen Hinweisen zu den Changes verschaffte und damit ihre Soloarbeit ins rechte Licht rückte und sie positiv motivierte.
Roker wirkte am halbjährlichen Tribute für den Vibraphonisten Milt Jackson im Ortliebs mit. Außerdem trat er auf dem Bahamas Jazz Festival auf und nahm mit James Moody, Benny Golson, Richard Davis, Jimmy Owens und Hank Jones auf.

## Diskografische Hinweise
- Horace Silver In Pursuit of the 27th Man (Blue Note, 1973)
- Milt Jackson, Ray Brown, Mickey Roker, Joe Pass All Too Soon Quadrant Toasts Duke Ellington (Pablo 1980)
- Mike LeDonne Bags Groove - A Tribute to Milt Jackson (Double-Time Records 2001, mit Mickey Roker und Bob Cranshaw)
- Bucky Pizzarelli: 5 for Freddie (Arbors Jazz, 2007)

## Lexikalischer Eintrag
- Leonard Feather & Ira Gitler: The Biographical Encyclopedia of Jazz. Oxford, New York City: Oxford University Press 1999